# Hibiscus hilarianus
Hibiscus hilarianus är en malvaväxtart som beskrevs av Antonio Krapovickas och Fryxell. Hibiscus hilarianus ingår i Hibiskussläktet som ingår i familjen malvaväxter. Inga underarter finns listade i Catalogue of Life.